# Moluccella spinosa
Moluccella spinosa là một loài thực vật có hoa trong họ Hoa môi. Loài này được Carl von Linné mô tả khoa học đầu tiên năm 1753.

## Hình ảnh

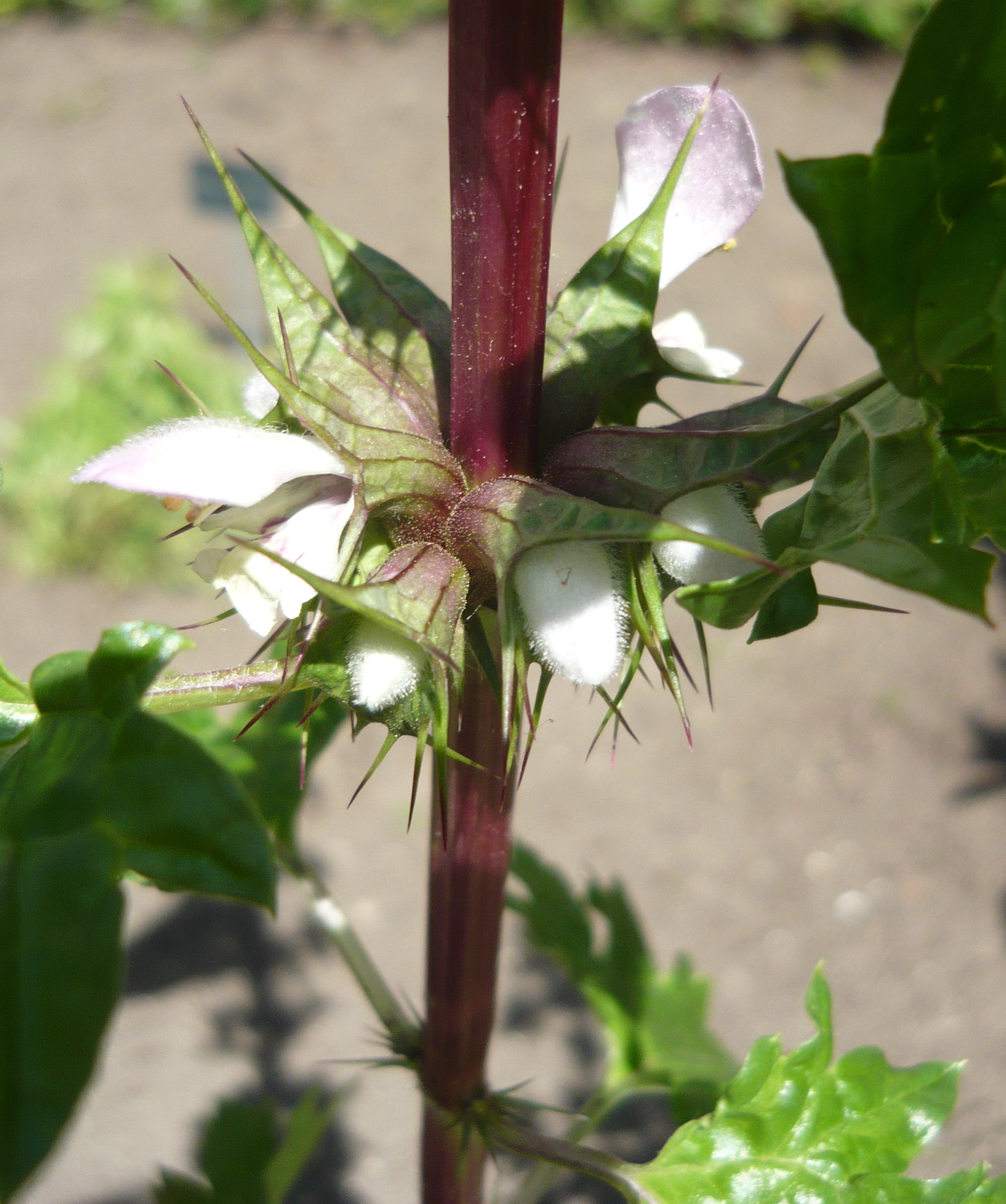